# Daphnella dilecta
Daphnella dilecta is een slakkensoort uit de familie van de Raphitomidae. De wetenschappelijke naam van de soort is voor het eerst geldig gepubliceerd in 1992 door Sarasúa.